# Cuna cuneata
Cuna cuneata is een tweekleppigensoort uit de familie van de Condylocardiidae. De wetenschappelijke naam van de soort is voor het eerst geldig gepubliceerd in 1953 door Laseron.